# 棍楚克蘇隆
棍楚克蘇隆（1887年—1913年5月31日），博尔济吉特氏，蒙古族，清末哲里木盟科尔沁左翼前旗人，科爾沁左翼前旗扎萨克多罗冰图郡王，人称“宾图王”。

## 生平
清光绪十三年（1887年），棍楚克蘇隆出生。光绪三十年（1904年）棍楚克蘇隆袭賓圖郡王爵。他通晓蒙古语、满语、汉语。在主持旗政时，他肃清了本旗的土匪，筹办警察，创办学校，派蒙古族青年赴中国内地求学。棍楚克蘇隆本人也就读于北京贵胄学堂，于1910年冬以第一优等成绩毕业。
光绪三十年（1904年），棍楚克苏隆的奏折《条陈自强办法》第一条便提出“取缔宗教以祛迷信”。宣统元年十二月初十日，棍楚克蘇隆通过锡良向清廷上奏《条陈蒙旗兴革事宜折》。他认为蒙古贫弱之根源乃藏传佛教导致，故在《条陈蒙旗兴革事宜折》第一条便提出“宗教上之取缔”：
信教自由，本东西各文明国之通例。蒙民之以佛教为宗教，始于元代，至今六百余年。初不过佛法平等戒杀好生，借以化其残暴争陵之气。乃日久相延，迷信日众，学佛者踵趾频仍，除讽诵经咒外，别无研究，以至不事生产，愚陋日甚，贫弱之根实基于此。急欲图强，非取缔宗教不可。取缔者非禁止之谓，以后先定学佛规则，凡蒙民出家必由本旗长官查验，年至五十岁以下，有弟兄四人实无业可执者，方准披剃。如此限制之，则信教者仍不失自由之旨，而迷信之风亦可稍戢，由愚而明，由弱而强，庶几近之矣。
在值年班进京期间，他和贡桑诺尔布、那彦图等蒙古王公参加了决定清朝最后命运的御前会议，他成为反对溥仪逊位的蒙古王公之一。清朝灭亡后，蒙古王公利益受损，棍楚克蘇隆先联系俄罗斯帝国寻求援助，未成后又联系日本，希望从日本取得借款。但日本方面因怀疑他同俄国有联系而拒绝了其借款要求。1912年北京兵变时，棍楚克蘇隆回到本旗，想借机起兵独立，但又怕号召不成。
1912年6月，棍楚克蘇隆赴奈曼王府拜会奈曼王苏珠克图巴图尔，希望二人一起赴外蒙古庫倫投奔新成立的大蒙古国。二人经过商议，决定苏珠克图巴图尔暂且留下，先送棍楚克蘇隆赴库伦。棍楚克蘇隆乃由锦州附近的历家窝堡上火车，经奉天、哈尔滨到达满洲里，换西伯利亚大铁路经恰克图到达库伦。后出任大蒙古国“总理一切事宜衙门”副总理大臣。后来苏珠克图巴图尔因為奈曼旗内驻有热河都統派出的军队，故未按约定赴库伦，而是在卓哩克图亲王色旺端鲁布的帮助下脱离所谓“污蔑”，应召赴北京觐见袁世凯大总统。
民国二年（1913年），中华民国大总统袁世凯晋封棍楚克蘇隆为亲王。中华民国政府还将其出走库伦解释为进行所谓策反活动。这都是对其进行的拉拢和羁縻。
1913年初，棍楚克蘇隆随达喇嘛车林齐密特代表大蒙古国方面赴哈尔滨同日本方面接触，但因受俄国阻挠而未能成功，乃返回库伦。
1913年5月31日（蒙古共戴三年四月二十六日），棍楚克苏隆在库伦病逝。